# Наккаш Осман
Наккаш Осман (тур. Nakkaş Osman), иногда называемый Османом-миниатюристом (Наккаш переводится как миниатюрист) — главный художник-миниатюрист Османской империи во второй половине XVI века. Даты его рождения и смерти точно не установлены, но большинство его работ датируются последней четвертью XVI века.
Самые старые известные иллюстрации Наккаша Османа датируются периодом 1560—1570 годов и были выполнены для турецкого перевода эпической персидской поэмы Фирдоуси «Шахнаме». Известно, что он был главным иллюстратором различных официальных хроник, созданных Сейидом Локманом для султана Мурада III, таких как Зафернаме (Книга побед), Шехнаме-и Селим-хан (Книга царей Селим-хана) и Шехиншехнаме (Книга царя царей). В 1582 году Наккаш Осман участвовал в работе над астрологической «Книгой счастья», а приблизительно в 1585 году он был одним из иллюстраторов «Сийер-и Неби», эпоса о жизни пророка Мухаммеда, написанного около 1388 года.

## Стиль

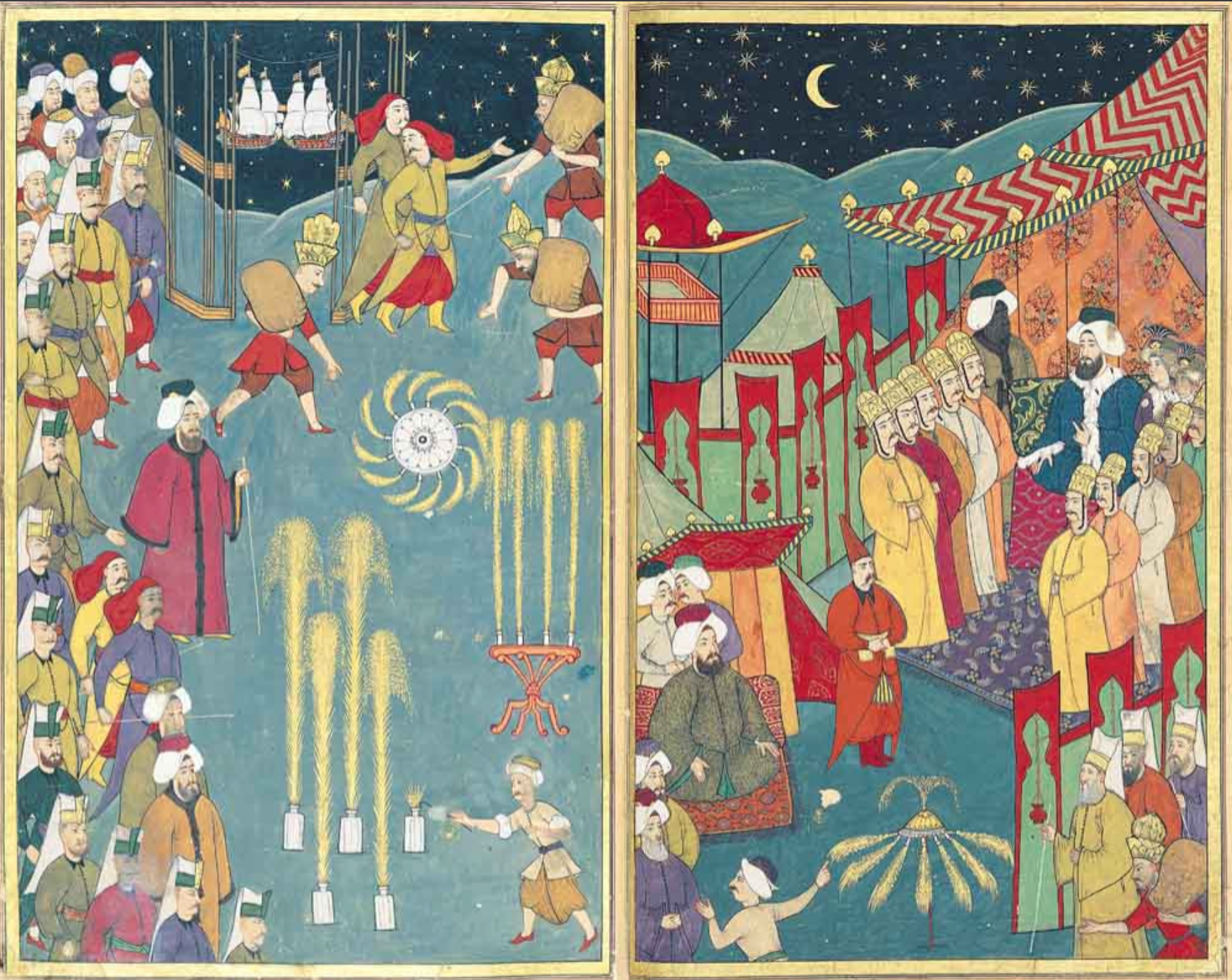
Миниатюры из «Сурнаме-и Хумаюн» с изображением запусков фейерверков

Иллюстративный стиль Османа был охарактеризован как «простой, но проницательный». Его работы отличаются тщательностью к мельчайшим деталям и изображением событий в реалистической манере.
Портреты Наккаша Османа, как правило, отображают больше эмоций, чем портреты прежних придворных османских художников. История о Рустаме и Сухрабе, например, до него всегда представлялась одинаково, с второстепенными персонажами, кажущимися «отдалёнными, отстранёнными и неподвижными» и «едва ли демонстрирующими какие-либо эмоции в изображении лица или тела». В версии же Наккаша Османа конюх Сухраба выглядит «сокрушённым от горя и потрясённым», когда он становится свидетелем того, как Рустам убивает собственного сына.
Творчество Наккаша Османа оказало сильное влияние на следующее поколение придворных османских художников и их стиль.

## Миниатюры

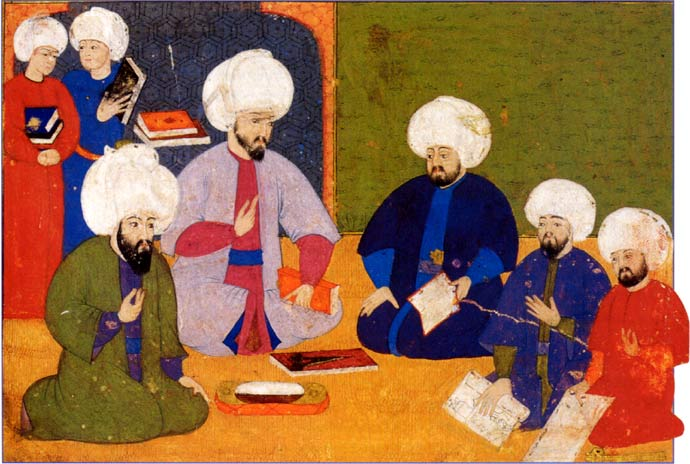
Обсуждение планов по созданию манускрипта Шехнаме-и Селим-хан с участием учёных Шемседдина Ахмета Карабаджи, Сейида Локмана[англ.], писателя Ильяса Катиба и художников Наккаша Османа и Али, 1571–1581
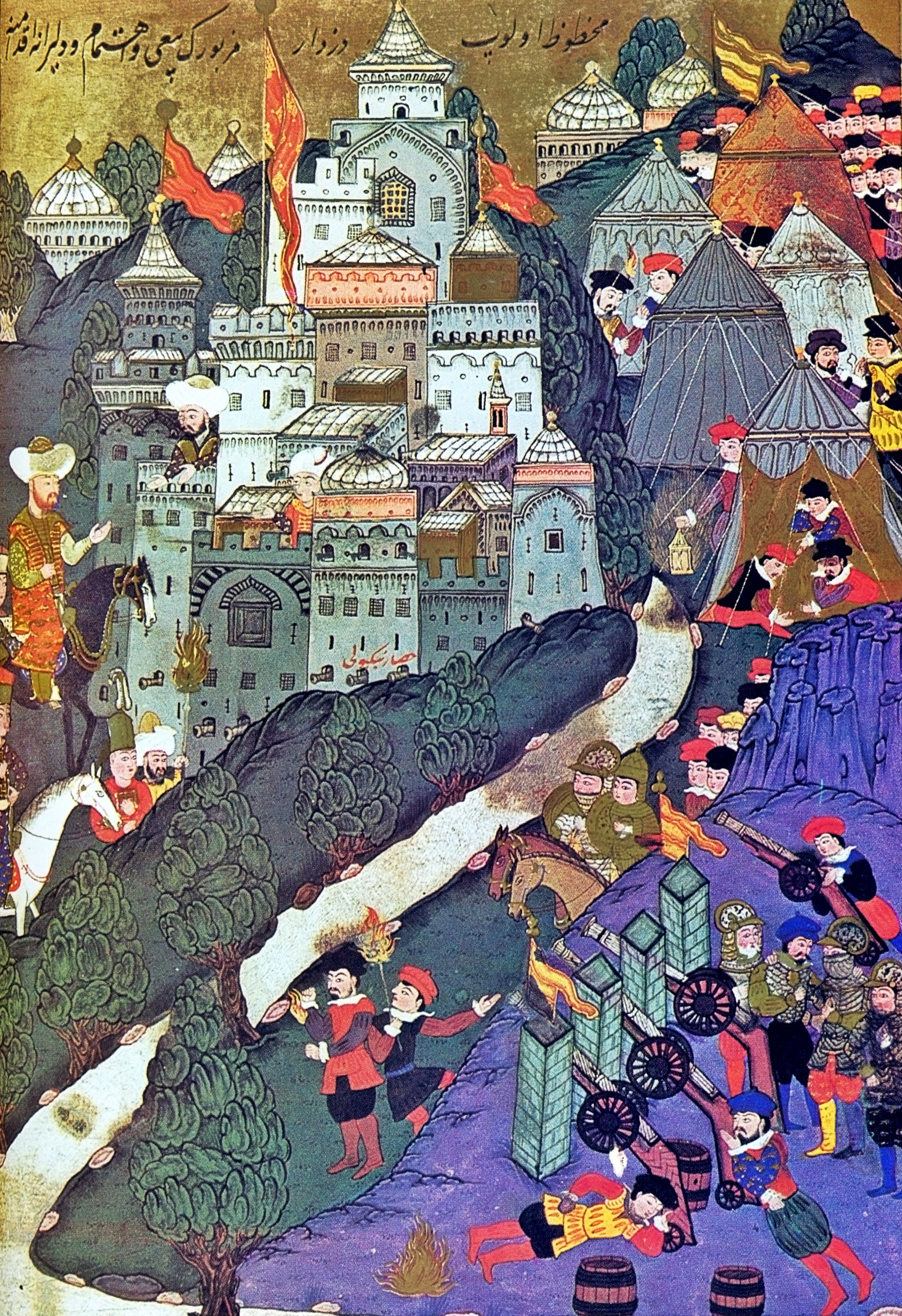
Изображение битвы при Никополе 1396 года из Хюнернаме, 1584–1588
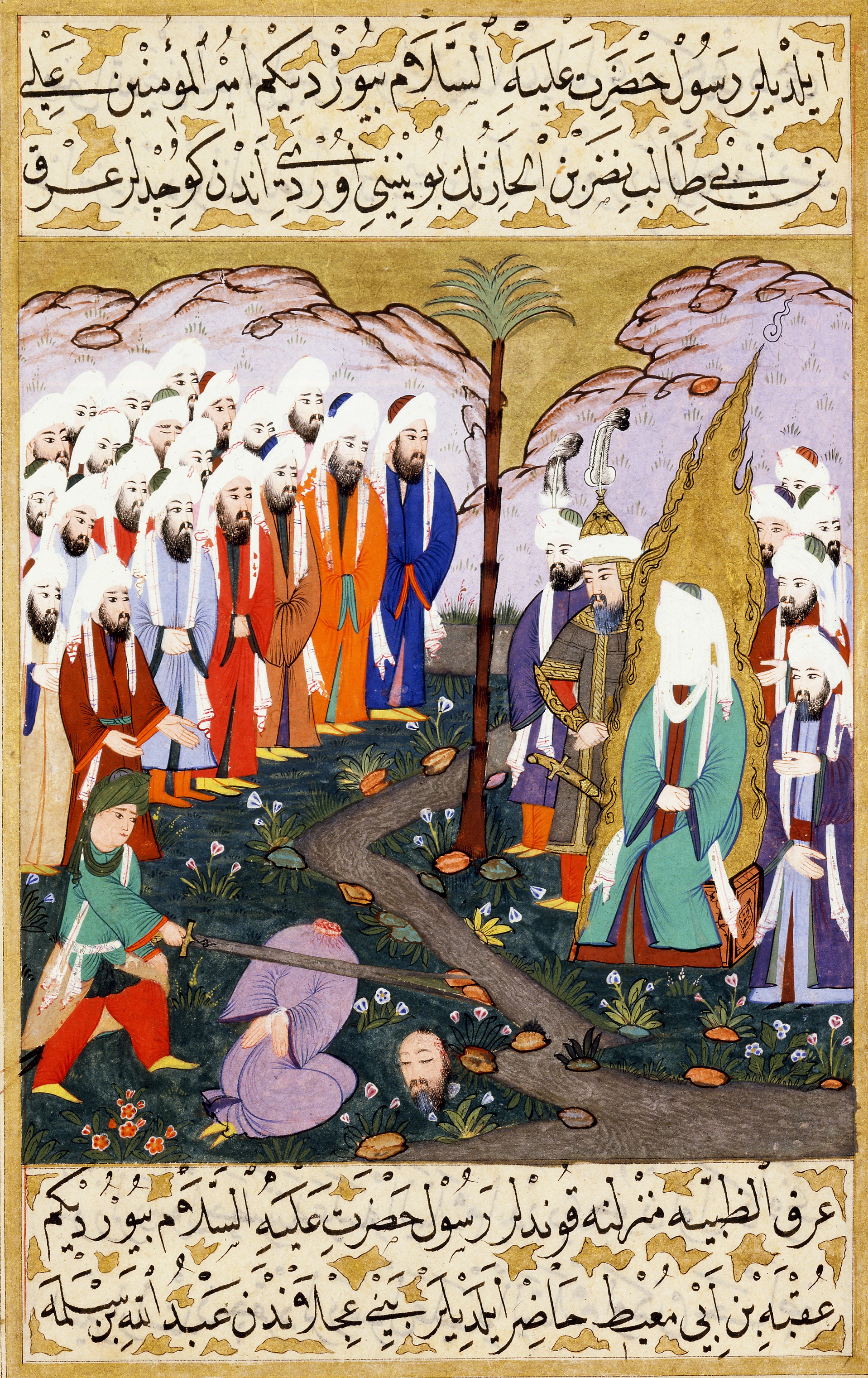
Али обезглавливает Надра ибн аль-Харита в присутствии пророка Мухаммеда и его сподвижников, миниатюра из «Сийер-и Неби[англ.]» султана Мурада III, 1595
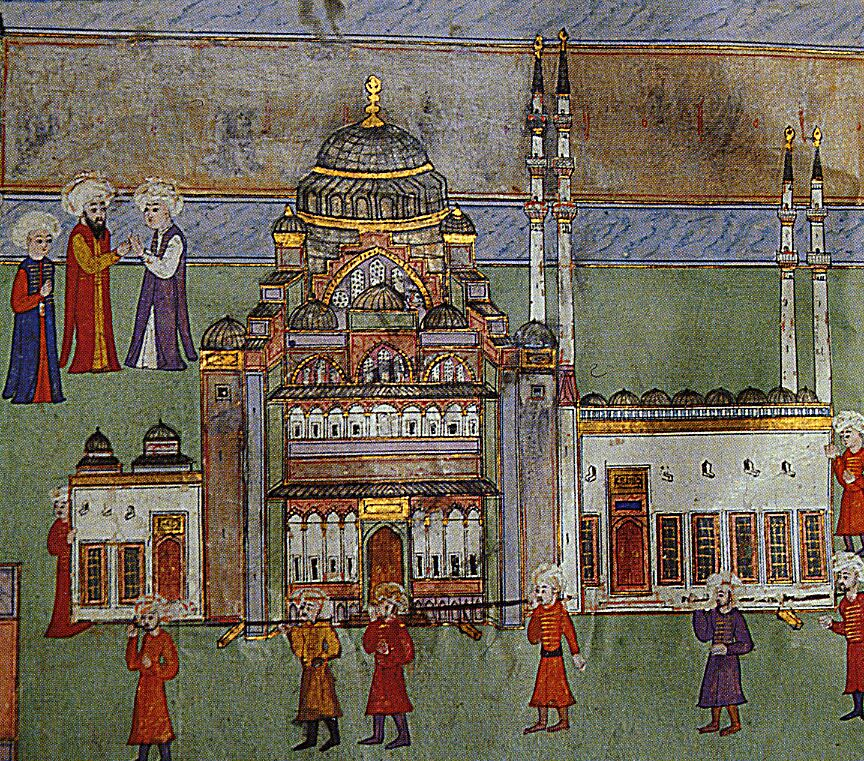
Перенос макета мечети Сулеймание, миниатюра из «Сурнаме-и Хумаюн[англ.]», 1582
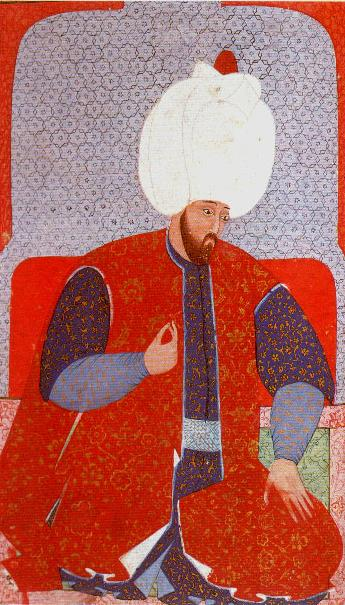
Портрет османского султана Сулеймана I, иллюстрация из Семаильнаме
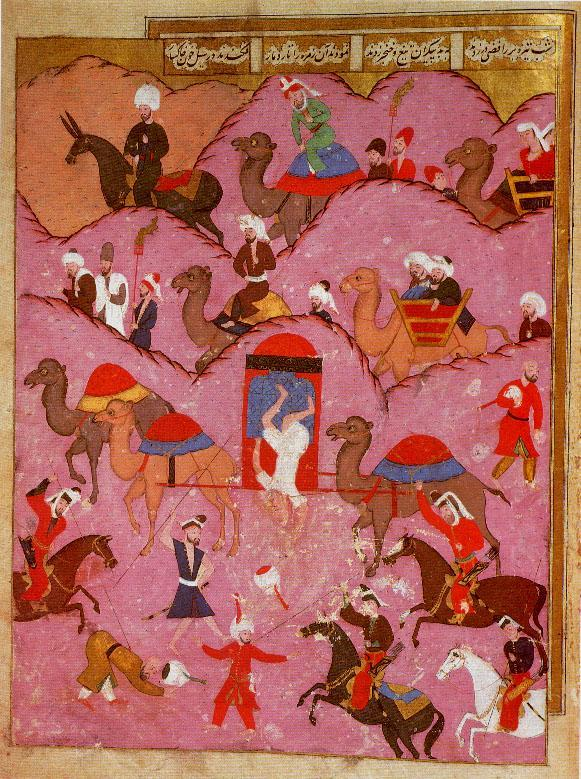
Убийство Ма'сума Бега, посланника сефевидского шаха Тахмаспа, бедуинами в Хиджазе, миниатюра из манускрипта Шехнаме-и Селим-хан
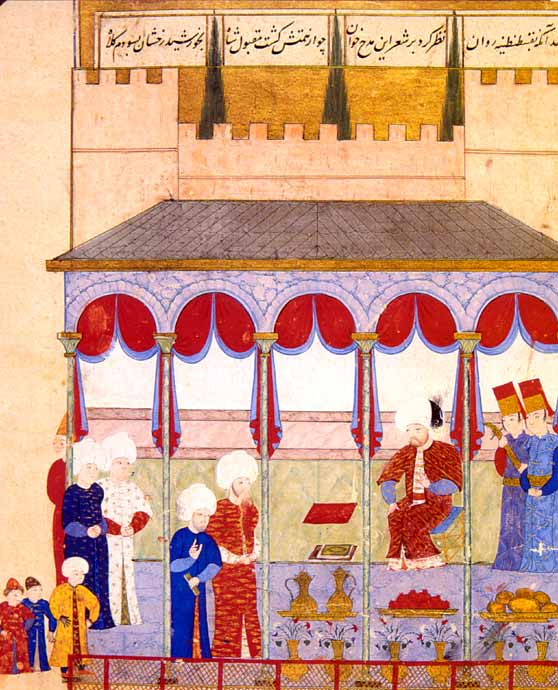
Султан Селим II принимает Сейида Локмана[англ.] и великого визиря Соколлу Мехмеда-пашу во дворце Эдирне, миниатюра из манускрипта Шехнаме-и Селим-хан
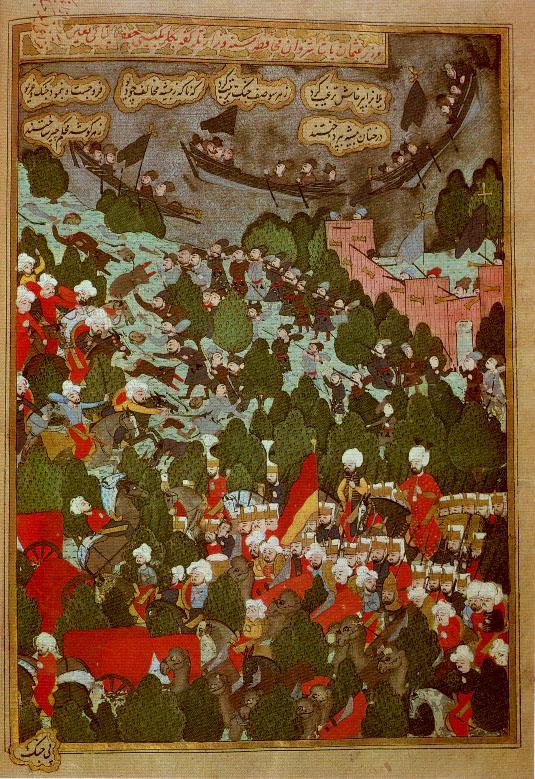
Осман-паша и Джафар-паша, османский губернатор Ширвана, в битве против казаков, иллюстрация из Шехиншехнаме, 1597-1598